# Rio Argintărie
O Rio Argintărie é um rio da Romênia afluente do rio Ciunget, localizado no distrito de Bacău.